# Tariverde, Constanța
Tariverde este un sat în comuna Cogealac din județul Constanța, Dobrogea, România. Se află în partea de nord-est a județului, în Podișul Casimcei.
În perioada 1873-1883 localitatea a fost populată cu coloniști de origine germană, cunoscuți ca germani dobrogeni. Majoritatea au părăsit localitatea în 1940, fiind strămutați cu forța în Germania, sub lozinca Heim ins Reich (Acasă în Reich). În trecut s-a numit Dorotea. La recensământul din 2002 avea o populație de 1127 locuitori.